# Veľké Trakany
Veľké Trakany (Hongaars: Nagytárkány) is een Slowaakse gemeente in de regio Košice, en maakt deel uit van het district Trebišov.
Veľké Trakany telt 1.453 inwoners.